# Nati nel 1921/Febbraio
| Questa pagina contiene informazioni ricavate automaticamente dalle voci biografiche con l'ausilio del template Bio e di un bot. L'aggiornamento è periodico e automatico e ricostruisce completamente la pagina. Se manca una persona in questa lista, sei pregato di non aggiungerla, ma accertati piuttosto che la sua voce biografica contenga il template Bio e che i dati anagrafici siano correttamente compilati. Se il template Bio manca, inseriscilo tu stesso o, in alternativa, metti l'avviso {{tmp\|Bio}} che ne segnala la mancanza. Se i dati riportati sono sbagliati, correggi direttamente la voce biografica; le modifiche saranno visibili in questa lista entro pochi giorni. Per chiarimenti vedi il progetto biografie. La lista contiene solo le 187 persone che sono citate nell'enciclopedia e per le quali è stato implementato correttamente il template Bio. Pagina aggiornata al 2 ago 2025. |

- 1º febbraio - Dino De Martin, bobbista italiano († 1960)
- 1º febbraio - Renato Gei, allenatore di calcio e calciatore italiano († 1999)
- 1º febbraio - Fernando González Valenciaga, calciatore spagnolo († 1988)
- 1º febbraio - Günther Viezenz, generale tedesco († 1999)
- 1º febbraio - Bob Hardisty, calciatore inglese († 1986)
- 1º febbraio - Teresa Mattei, partigiana, politica e pedagogista italiana († 2013)
- 1º febbraio - Peter Sallis, attore e doppiatore britannico († 2017)
- 1º febbraio - Michele Santacroce, calciatore italiano († 1978)
- 1º febbraio - Francisco Raúl Villalobos Padilla, vescovo cattolico messicano († 2022)
- 2 febbraio - Pietro Cascella, scultore e pittore italiano († 2008)
- 2 febbraio - Neslişah Sultan, principessa ottomana († 2012)
- 2 febbraio - Bob O'Shaughnessy, cestista statunitense († 1995)
- 2 febbraio - Natale Pisicchio, politico italiano († 2005)
- 2 febbraio - Remo Salati, politico italiano († 2001)
- 2 febbraio - Hyacinthe Thiandoum, cardinale e arcivescovo cattolico senegalese († 2004)
- 2 febbraio - Charles Welch, attore statunitense († 2004)
- 3 febbraio - Ralph Alpher, cosmologo statunitense († 2007)
- 3 febbraio - Agostino Bignardi, politico italiano († 1983)
- 3 febbraio - Emilio Grimaldi, compositore e scrittore italiano († 2006)
- 3 febbraio - Antonio Natali, politico italiano († 1991)
- 3 febbraio - Bruno Touschek, fisico austriaco († 1978)
- 4 febbraio - Remo Airoldi, bobbista italiano
- 4 febbraio - Sole Di Giuseppe, poeta italiano († 2005)
- 4 febbraio - Nicholas DiOrio, calciatore statunitense († 2003)
- 4 febbraio - Ajmone Finestra, politico italiano († 2012)
- 4 febbraio - Betty Friedan, attivista statunitense († 2006)
- 4 febbraio - Geraldine Katt, attrice austriaca († 1995)
- 4 febbraio - Ivan Marhityč, vescovo cattolico ucraino († 2003)
- 4 febbraio - Aldo Sacchetti, partigiano italiano († 2018)
- 4 febbraio - Lotfi Zadeh, ingegnere e matematico persiano († 2017)
- 5 febbraio - Ken Adam, scenografo britannico († 2016)
- 5 febbraio - Zbigniew Czajkowski, schermidore polacco († 2019)
- 5 febbraio - John Pritchard, direttore d'orchestra britannico († 1989)
- 5 febbraio - Lise Thiry, biologa e virologa belga († 2024)
- 5 febbraio - Aldo Trionfo, regista teatrale e attore teatrale italiano († 1989)
- 6 febbraio - Zvi Aharoni, militare israeliano († 2012)
- 6 febbraio - Ugo De Santis, politico e partigiano italiano († 2017)
- 6 febbraio - Virgilio Nonnis, scrittore italiano († 2014)
- 6 febbraio - Massimo Pittau, linguista e glottologo italiano († 2019)
- 6 febbraio - Giuditta Podestà, saggista e critico letterario italiana († 2005)
- 6 febbraio - Giuseppe Radole, organista, musicologo e compositore italiano († 2007)
- 6 febbraio - Raffaele Valensise, avvocato e politico italiano († 1999)
- 7 febbraio - Suzanne Chaisemartin, organista e insegnante francese († 2017)
- 7 febbraio - Renato Gnocchi, politico italiano († 1982)
- 7 febbraio - Nexhmije Hoxha, politica albanese († 2020)
- 7 febbraio - Jean Richard, storico francese († 2021)
- 8 febbraio - Hans Albert, filosofo e sociologo tedesco († 2023)
- 8 febbraio - Moshe Gil, storico israeliano († 2014)
- 8 febbraio - Immanuel Jakobovits, rabbino e teologo britannico († 1999)
- 8 febbraio - Kaino Lempinen, ginnasta finlandese († 2003)
- 8 febbraio - Luciano Pezzi, partigiano, ciclista su strada e dirigente sportivo italiano († 1998)
- 9 febbraio - Eusebio Castigliano, calciatore italiano († 1949)
- 9 febbraio - Yves Ciampi, regista e sceneggiatore francese († 1982)
- 9 febbraio - Joseph Fontanet, politico francese
- 9 febbraio - Doug Holcomb, cestista e allenatore di pallacanestro statunitense († 2008)
- 9 febbraio - Erkki Lindén, cestista finlandese († 1942)
- 10 febbraio - Fausto Braga, calciatore e allenatore di calcio italiano († 2009)
- 10 febbraio - Luigi Diligenza, arcivescovo cattolico italiano († 2011)
- 10 febbraio - Margarete Hannsmann, poetessa e scrittrice tedesca († 2007)
- 10 febbraio - Andy Kostecka, cestista statunitense († 2007)
- 10 febbraio - Linda Moretti, attrice italiana († 2005)
- 10 febbraio - Theodor Reimann, calciatore e allenatore di calcio cecoslovacco († 1982)
- 11 febbraio - Lloyd Bentsen, politico statunitense († 2006)
- 11 febbraio - Ilse Keydel, schermitrice tedesca († 2003)
- 11 febbraio - Livio Linzi, calciatore italiano († 1977)
- 11 febbraio - Corinne Luchaire, attrice francese († 1950)
- 11 febbraio - Alphonse Massamba-Débat, politico della Repubblica del Congo († 1977)
- 11 febbraio - Ottavio Missoni, stilista, ostacolista e velocista italiano († 2013)
- 11 febbraio - Antony Padiyara, cardinale indiano († 2000)
- 11 febbraio - Marco Pellegri, architetto, giornalista e storico dell'arte italiano († 2014)
- 11 febbraio - Livio Pentimalli, militare italiano († 1942)
- 11 febbraio - Gianna Preda, giornalista e sceneggiatrice italiana († 1981)
- 12 febbraio - Kathleen Antonelli, programmatrice irlandese († 2006)
- 12 febbraio - Albert Axelrod, schermidore statunitense († 2004)
- 12 febbraio - Odoardo Baldi, fantino e driver italiano († 2014)
- 12 febbraio - Hirofumi Daimatsu, allenatore di pallavolo e politico giapponese († 1978)
- 12 febbraio - Odd Fredriksen, calciatore norvegese († 1985)
- 12 febbraio - Vlastimil Preis, calciatore e allenatore di calcio cecoslovacco († 2000)
- 12 febbraio - Eugenio Vélez-Troya, criminologo spagnolo († 2007)
- 13 febbraio - Markus Bernhard, cestista e pallamanista tedesco († 2002)
- 13 febbraio - Jeanne Demessieux, organista, pianista e compositrice francese († 1968)
- 13 febbraio - Renée Doria, soprano francese († 2021)
- 13 febbraio - Wardell Gray, sassofonista statunitense († 1955)
- 13 febbraio - Paul Juntunen, cestista statunitense († 2004)
- 13 febbraio - José María Medina, calciatore uruguaiano († 2005)
- 14 febbraio - Walter Brom, calciatore polacco († 1968)
- 14 febbraio - Giorgio Fioravanti, allenatore di calcio e calciatore italiano († 2007)
- 14 febbraio - Kim Chang-hee, sollevatore sudcoreano († 1990)
- 14 febbraio - Giovanni Memmi, politico italiano († 2021)
- 14 febbraio - Raniero Panzieri, sociologo, traduttore e saggista italiano († 1964)
- 15 febbraio - Gianna Alfieri, cestista italiana († 2010)
- 15 febbraio - Mafalda Antonelli, partigiana italiana († 2011)
- 15 febbraio - Ciro Cirillo, politico italiano († 2017)
- 15 febbraio - Barbara Margaret Trimble, scrittrice britannica († 1995)
- 16 febbraio - Jean Behra, pilota motociclistico e pilota automobilistico francese († 1959)
- 16 febbraio - Hua Guofeng, politico cinese († 2008)
- 16 febbraio - Harold Kelley, sociologo e psicologo statunitense († 2003)
- 16 febbraio - Basso Ragni, pittore italiano († 1979)
- 16 febbraio - Paolo Mario Rossi, politico italiano († 1995)
- 16 febbraio - James Patrick Shannon, vescovo cattolico statunitense († 2003)
- 16 febbraio - Rubes Triva, politico italiano († 2001)
- 16 febbraio - Vera-Ellen, ballerina e attrice statunitense († 1981)
- 17 febbraio - Enzo Aparo, matematico e informatico italiano († 2003)
- 17 febbraio - Duane Gish, biochimico statunitense († 2013)
- 17 febbraio - Matteo Matteotti, giornalista, politico e partigiano italiano († 2000)
- 17 febbraio - Martina von Trapp, cantante austriaca († 1951)
- 18 febbraio - Tito Celani, calciatore e allenatore di calcio italiano († 1990)
- 18 febbraio - Brian Faulkner, politico britannico († 1977)
- 18 febbraio - Lorenzo Gennari, militare italiano († 1945)
- 18 febbraio - Alfredo Martini, ciclista su strada e dirigente sportivo italiano († 2014)
- 18 febbraio - Carmelo Russo, calciatore italiano
- 19 febbraio - Ernie McCoy, pilota automobilistico statunitense († 2001)
- 19 febbraio - Ann Savage, attrice statunitense († 2008)
- 19 febbraio - Boris Trachtenbrot, matematico israeliano († 2016)
- 20 febbraio - Louis Biesbrouck, calciatore olandese († 2005)
- 20 febbraio - Chen Shoushan, generale e politico taiwanese († 2009)
- 20 febbraio - Domenico Fazio, militare italiano († 1974)
- 20 febbraio - Buddy Rogers, wrestler statunitense († 1992)
- 20 febbraio - Conrado San Martín, attore spagnolo († 2019)
- 20 febbraio - Ferruccio Scaglia, direttore d'orchestra italiano († 1979)
- 20 febbraio - Fausto Simonetti, partigiano italiano († 1944)
- 20 febbraio - Joseph Albert Walker, aviatore e astronauta statunitense († 1966)
- 21 febbraio - Mario Barera, calciatore italiano († 1998)
- 21 febbraio - Ettore Costantini, alpinista italiano († 1998)
- 21 febbraio - Riccardo De Maestri, ingegnere e architetto italiano († 1999)
- 21 febbraio - Antonio María Javierre Ortas, cardinale e arcivescovo cattolico spagnolo († 2007)
- 21 febbraio - Zdeněk Miler, illustratore, animatore e regista ceco († 2011)
- 21 febbraio - Franco Ponti, architetto svizzero († 1984)
- 21 febbraio - Ainslie Pryor, attore statunitense († 1958)
- 21 febbraio - John Rawls, filosofo statunitense († 2002)
- 22 febbraio - Sune Andersson, calciatore e allenatore di calcio svedese († 2002)
- 22 febbraio - Jean-Bedel Bokassa, politico e militare centrafricano († 1996)
- 22 febbraio - Wayne C. Booth, insegnante e critico letterario statunitense († 2005)
- 22 febbraio - Bruno Borri, calciatore italiano
- 22 febbraio - Jean Duvignaud, scrittore, drammaturgo e sociologo francese († 2007)
- 22 febbraio - David Greene, regista, produttore cinematografico e sceneggiatore britannico († 2003)
- 22 febbraio - Tom Hindle, calciatore inglese († 2011)
- 22 febbraio - Bennie Lands, cestista canadese († 2014)
- 22 febbraio - Giulietta Masina, attrice italiana († 1994)
- 22 febbraio - Italo Mereu, giurista italiano († 2009)
- 22 febbraio - Francesco Sabatucci, partigiano italiano († 1944)
- 22 febbraio - Marshall Teague, pilota automobilistico statunitense († 1959)
- 23 febbraio - Luigi Dalvit, politico italiano († 1981)
- 23 febbraio - Giovan Battista Pellegrini, linguista, glottologo e filologo italiano († 2007)
- 23 febbraio - Addison Powell, attore, produttore televisivo e produttore teatrale statunitense († 2010)
- 23 febbraio - Tom Sealy, cestista statunitense († 2000)
- 23 febbraio - Aroldo Tolomelli, partigiano e politico italiano († 2011)
- 23 febbraio - Luigi Vultaggio, calciatore italiano
- 24 febbraio - Edouard Fachleitner, ciclista su strada e dirigente sportivo italiano († 2008)
- 24 febbraio - Carl-Gustaf Lindstedt, attore, comico e personaggio televisivo svedese († 1992)
- 24 febbraio - Claudio Merenda, politico e avvocato italiano († 2008)
- 24 febbraio - Luigi Nobile, calciatore italiano († 2009)
- 24 febbraio - Cesare Presca, calciatore italiano († 1979)
- 24 febbraio - Gaston Reiff, mezzofondista belga († 1992)
- 24 febbraio - Alessandro Rossi, ingegnere e imprenditore italiano († 2010)
- 24 febbraio - Kurt Sonnenfeld, musicista e compositore austriaco († 1997)
- 24 febbraio - Abe Vigoda, attore statunitense († 2016)
- 24 febbraio - Giorgio Zampa, giornalista e germanista italiano († 2008)
- 25 febbraio - Rolf Appel, chimico tedesco († 2012)
- 25 febbraio - Gildo Arena, nuotatore e pallanuotista italiano († 2005)
- 25 febbraio - Ugo Casiraghi, critico cinematografico e storico del cinema italiano († 2006)
- 25 febbraio - Marino Di Fonte, calciatore italiano
- 25 febbraio - Alessandro Ferri, calciatore italiano († 2003)
- 25 febbraio - Roman Kačanov, regista, artista e sceneggiatore sovietico († 1993)
- 25 febbraio - Italo Lana, filologo classico e latinista italiano († 2002)
- 25 febbraio - Pierre Laporte, politico canadese († 1970)
- 25 febbraio - Maurice Venezia, partigiano e superstite dell'Olocausto greco († 2013)
- 25 febbraio - John Wainwright, scrittore inglese († 1995)
- 26 febbraio - Betty Hutton, attrice e cantante statunitense († 2007)
- 26 febbraio - Berardo Lanciaprima, calciatore italiano († 1996)
- 26 febbraio - Angelo Mangiarotti, architetto, designer e urbanista italiano († 2012)
- 27 febbraio - Marcello D'Olivo, architetto, urbanista e pittore italiano († 1991)
- 27 febbraio - Riccardo Fellini, attore e regista italiano († 1991)
- 27 febbraio - Michael Fox, attore statunitense († 1996)
- 27 febbraio - Willy Kyrklund, scrittore svedese († 2009)
- 27 febbraio - Francesco Lozzi, calciatore italiano († 1975)
- 27 febbraio - Giuseppe Patroni Griffi, regista, drammaturgo e sceneggiatore italiano († 2005)
- 27 febbraio - Gabriella Rossi, operaia e politica italiana († 1992)
- 27 febbraio - Turi Scalia, attore e regista teatrale italiano († 2002)
- 27 febbraio - Rodolfo Sonego, sceneggiatore italiano († 2000)
- 27 febbraio - Elio Zagato, designer, imprenditore e pilota automobilistico italiano († 2009)
- 28 febbraio - Battista Andreoni, calciatore italiano
- 28 febbraio - Marcel Chevalier, boia francese († 2008)
- 28 febbraio - Pierre Clostermann, aviatore francese († 2006)
- 28 febbraio - Renato Lucchi, allenatore di calcio e calciatore italiano († 2000)
- 28 febbraio - Maria Vingiani, politica, scrittrice e attivista italiana († 2020)
- 28 febbraio - Saul Zaentz, produttore cinematografico e produttore discografico statunitense († 2014)